# Louis Le Siner
Louis Marie Le Siner, mort le 22 mai 1891, est un médecin et homme politique français de La Réunion. Il a cofondé l’établissement qui est devenu le premier hôpital civil de cette île de l’océan Indien et a été maire de son chef-lieu, Saint-Denis.

## Biographie
Arrivé enfant à La Réunion avec ses parents, il effectue ses études au lycée de Saint-Denis puis s’en va en France métropolitaine faire sa médecine. Devenu médecin, il revient ensuite s’établir à Saint-Denis, où, d’après la notice biographique qui lui est consacrée dans le Dictionnaire biographique de La Réunion, « son cabinet ne désemplit pas ». Il publie un ouvrage sur l’hypocondrie en 1841 puis fonde en 1846 dans le quartier de la Rivière Saint-Denis, avec les docteurs Le Roux et Sainte-Colombe, une maison de santé. Cet établissement devient le premier hôpital civil de la colonie, sous l’appellation d’hospice civil, par un arrêté du gouverneur de La Réunion le 30 avril 1852.
En parallèle, Louis Le Siner s’engage très vite dans la vie culturelle réunionnaise. Il est par exemple parmi les membres fondateurs de la Société des Sciences et Arts de La Réunion qui est enregistrée le 27 décembre 1855, et il en sera le troisième président après Louis Crivelli et Morel. Il présidera également la Société des courses.
En outre, Louis Le Siner est par ailleurs conseiller municipal de Saint-Denis pendant trente ans, puis maire de cette même ville du 1er avril 1871 au 25 mai 1882. À ce poste, il se bat pour l’accès à l’eau et pour la laïcité. De dix-sept en 1871, le nombre des fontaines publiques passe à cinquante et sont construites dans les coins les plus reculés de Saint-Denis. Il crée l’école gratuite et laïque des filles du Camp Ozoux, l’école centrale laïque et l’école normale d’enseignement primaire.
Vénérable de la Loge de l’Amitié, décoré des Palmes académiques et de la Légion d'honneur, il décède le 22 mai 1891 alors qu’il est redevenu un simple conseiller municipal. Louis Ozoux affirme : « Le Siner petit, courbé, toujours en habit, haute forme et cravate blanche qui trottinait perpétuellement pressé, on l’appelait le père Sisi ».

## Voir Aussi